# Knopin
Knopin (Duits: Knopen) is een plaats in het Poolse district  Olsztyński, woiwodschap Ermland-Mazurië. De plaats maakt deel uit van de gemeente Dobre Miasto en telt 100+- inwoners.